# Kotel'niki
Kotel'niki (in russo Котельники?; anche traslitterata come Kotelniki) è una cittadina della Russia europea centrale (oblast' di Mosca), situata una ventina di chilometri a sud-est della capitale; era compresa amministrativamente nel distretto di Ljubercy.
La cittadina viene nominata per la prima volta nel XVII secolo, come "proprietà" di Efim Grigor'evič Telepnev; ottiene lo status di città nel 2004.

## Società

### Evoluzione demografica
Fonte: mojgorod.ru
- 1989: 17.500
- 2002: 17.747
- 2007: 19.300
- 2010: 21.800